# Challenger de Sibiu 2024
El torneo Sibiu Open 2024, denominado por razones de patrocinio BCR Sibiu Open fue un torneo de tenis perteneció al ATP Challenger Tour 2024 en la categoría Challenger 50. Se trató de la 13ª edición; el torneo tuvo lugar en la ciudad de Sibiu (Rumania), desde el 16 hasta el 22 de septiembre de 2024 sobre pista de tierra batida al aire libre.

## Jugadores participantes del cuadro de individuales
| Preclasificado | País                  | Jugador              | Rank1 | Posición en el torneo |
| 1              | Bandera de Italia     | Stefano Travaglia    | 199   | Cuartos de final      |
| 2              | Bandera de Kazajistán | Timofey Skatov       | 201   | Segunda ronda         |
| 3              | Bandera de Francia    | Valentin Royer       | 216   | CAMPEÓN               |
| 4              | Bandera de Alemania   | Rudolf Molleker      | 248   | Cuartos de final      |
| 5              | Bandera de Canadá     | Liam Draxl           | 259   | Segunda ronda         |
| 6              | Bandera de Italia     | Francesco Maestrelli | 264   | Primera ronda         |
| 7              | Bandera de Italia     | Enrico Dalla Valle   | 269   | Segunda ronda         |
| 8              | Bandera de Rumania    | Cezar Crețu          | 292   | Semifinales           |

- 1 Se ha tomado en cuenta el ranking del 9 de septiembre de 2024.

### Otros participantes
Los siguientes jugadores recibieron una invitación (wild card), por lo tanto ingresan directamente al cuadro principal (WC):
- Sebastian Gima
- Jacopo Berrettini
- Jorge Plans

Los siguientes jugadores ingresan al cuadro principal tras disputar el cuadro clasificatorio (Q):
- Hynek Bartoň
- Artem Dubrivnyy
- Arthur Gea
- Christoph Negritu
- Genaro Alberto Olivieri
- Ștefan Paloși

## Campeones

### Individual Masculino
- Valentin Royer derrotó en la final a  Luka Pavlovic por 6–4, 6–0

### Dobles Masculino
- Alexander Merino /  Christoph Negritu vencieron en la final a  Liam Draxl /  Cleeve Harper por 6–2, 7–6(2)